# 張宗昌打油詩
張宗昌打油詩是民間相傳一系列長期被歸爲張宗昌所寫的詩。這些作品直白粗魯，卻頗有靈氣。如“遠看泰山黑乎乎，上頭細來下頭粗”和“大明湖，明湖大”等。有人認爲它們曾被結集，命名爲《效坤诗钞》。
據張宗昌的女兒張春綏（又名張端）所述，張宗昌並無作詩習慣，遑論創作這些打油詩。戚宜君1985年6月台湾精美出版社出版的《张宗昌的传奇》收錄有多首，但是否能涵蓋網上所有的詩作尚且存疑。作品可以追溯到更早，甚至被考證出冠名為李自成、張獻忠的。其作者仍然存疑，很可能是一種類似於民歌的集体创作行爲，文本在流傳中多個作者或編者將風格類似的作品統統歸在其名下，或者將歷史上能找到的優秀打油詩改得更加相似以結集。
但後續有人以如《滿洲報》等報紙考證，認爲是其本人所作，其有贈送給他人之情況，甚至曾翻譯成俄文版，且有可能從俄文版轉譯成德文版。